# Atypophthalmus mahensis
Atypophthalmus mahensis är en tvåvingeart som först beskrevs av Edwards 1912.  Atypophthalmus mahensis ingår i släktet Atypophthalmus och familjen småharkrankar. Inga underarter finns listade i Catalogue of Life.